# Lisl Gaal
Ilse Lisl Gaal, geborene Ilse Novak (* 17. Januar 1924 in Wien, Österreich; † 7. Oktober 2024 in Connecticut), war eine österreichisch-amerikanische Mathematikerin und Hochschullehrerin. Sie war die erste Frau, die eine Tenure-Track-Position in Mathematik an der Cornell University bekam und war emeritierte außerordentliche Professorin an der University of Minnesota.

## Leben und Werk
Gaal zog mit ihrer Familie vor dem Einmarsch Deutschlands in Österreich nach New York City. 1944 erhielt sie am Hunter College einen Bachelor-Abschluss und promovierte 1948 am Radcliff College bei Lynn Loomis mit der Dissertation On the Consistency of Goedel's Axioms for Class and Set Theory Relative to a Weaker Set of Axioms. 1950 bis 1951 verbrachte sie ein akademisches Jahr in Berkeley, wo sie sich mit der Mathematikerin Julia Robinson befreundete. 1953 nahmen sie und ihr Ehemann, der Mathematiker Steven Gaal, Stellen bei der Cornell University an und wurden im folgenden Jahr zu Assistenzprofessoren befördert. Sie war die erste Frau, die diesen Titel in der Mathematikabteilung erhielt, und betreute 1956 als erste Frau die Promotion von Angelo Margaris. 1957 ging sie mit ihrem Mann an die University of Minnesota, wo sie zuletzt emeritierte außerordentliche Professorin war.

## Veröffentlichungen
- Classical Galois Theory, With Examples. 4. Auflage, 1988, ISBN 0-8284-2268-0
- A Mathematical Gallery. American Mathematical Society, 2017, ISBN 978-1-4704-4159-3 (Druck), ISBN 978-1-4704-4274-3 (Online), DOI:10.1090/mbk/111